# ノース人

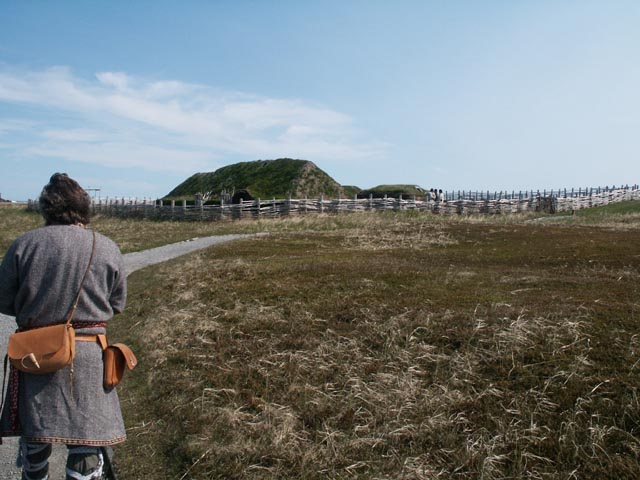
ノース人のヴィンランド入植地跡とされる遺跡、カナダ・ニューファンドランド島、ランス・オ・メドー

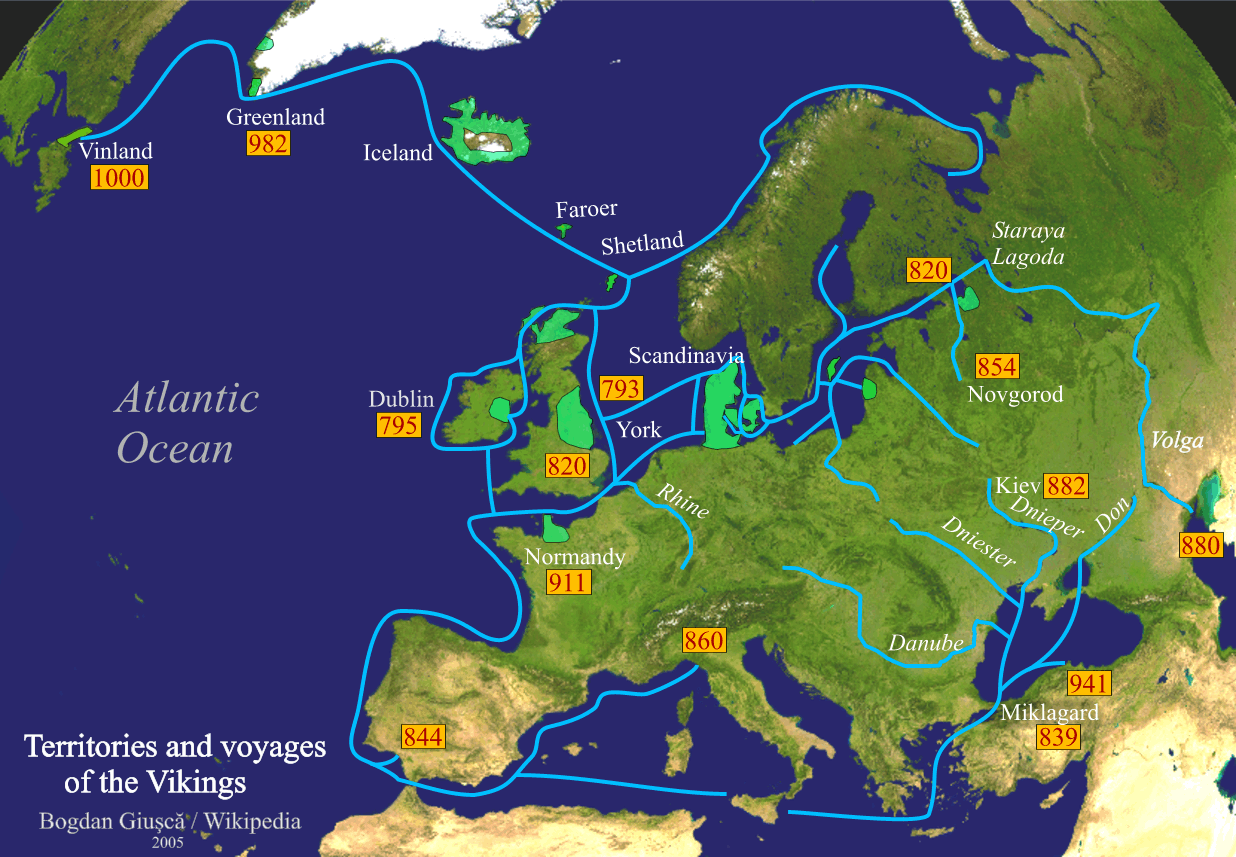
ヴァイキングの進出先、地中海から黒海・カスピ海へ、イギリスからアイスランド、北米大陸へ

ノース人（ノースじん、スウェーデン語: Nordmän）は、北欧に住んでいた古代スカンディナヴィアの人々を呼ぶ名称で北の人という意味である。
ノース人という名称の由来は「北方からやってきた人々」で、彼らはフィンランドをはじめ、西はカナダやグリーンランド、東はウクライナと貿易した。フランスのノルマンディーではフランス国王より土地を与えられたヴァイキングの呼称、ノルマン人と呼ばれた。
ノース人は北ゲルマン語に属する古ノルド語を使っていた。古ノルド語は、のちにデンマーク語やアイスランド語、ノルウェー語、スウェーデン語へ分岐する。